# Dis-moll

Znaki przykluczowe w tonacji dis-moll

Diagram akordu dis-moll dla gitary

dis-moll − gama oparta na skali molowej, której toniką jest dis. Gama ta w odmianie naturalnej (eolskiej) zawiera dźwięki: dis, eis, fis, gis, ais, h, cis. W zapisie tonacji dis-moll występuje sześć krzyżyków.
Gama dis-moll w odmianie harmonicznej (z VII stopniem podwyższonym o półton):
Gama dis-moll w odmianie doryckiej (z VI i VII stopniem podwyższonym o półton w stosunku do gamy dis-moll naturalnej):
Równoległą gamą durową jest Fis-dur, jednoimienną durową – Dis-dur.
Nazwa dis-moll to także akord, zbudowany z pierwszego (dis), trzeciego (fis) i piątego (ais) stopnia gamy dis-moll.
| Akord dis-moll | Audio playback is not supported in your browser. You can download the audio file. |

Znane dzieła w tonacji dis-moll:
- Aleksandr Skriabin – Etiuda dis-moll, Op. 8, No. 12.
- Charles-Valentin Alkan – druga część Wielkiej Sonaty „Les Quatre Âges” z podtytułem Quasi-Faust
- Olivier Messiaen – hymn O sacrum convivium.